# Tothill
Tothill är en by i civil parish Withern with Stain, i distriktet East Lindsey, i grevskapet Lincolnshire, i England. Byn är belägen 10 km från Louth. Tothill var en civil parish fram till 1987 när blev den en del av Withern with Stain. Civil parish hade 39 invånare år 1961. Byn nämndes i Domedagsboken (Domesday Book) år 1086, och kallades då Totele.